# USS Moody (DD-277)
Za druga plovila z istim imenom glejte USS Moody.
USS Moody (DD-277) je bil rušilec razreda Clemson v sestavi Vojne mornarice Združenih držav Amerike.
Rušilec je bil poimenovan po politiku Williamu Henryju Moodyju.

## Zgodovina
V skladu s Londonskim sporazumom o pomorski razorožitvi je bil rušilec 10. junija 1931 prodan za razrez. Prodali pa so jo filmskemu studiu Metro-Goldwyn-Mayer za okoli 35.000 $, nakar pa so rušilec vizualno spremenili v nemški rušilec in ga nato razstrelili 21. februarja 1933 v sklopu snemanja filma Hell Below (1933).